# Lajos Kossuth
Lajos Kossuth de Kossuth et Udvard (Monok, 19. rujna 1802. – Torino, 20. ožujka 1894.) mađarski političar, pravnik i vršitelj dužnosti predsjednika Mađarske za vrijeme Revolucije 1848. i 1849. godine. 

## Djelovanje
Kossuth mađarski nacionalist i velikomađar te je poput svih onih koji su bili na putu ostvarenja Velike Mađarske bio je protivnik Hrvatske i Hrvata, ali i drugih naroda u Kraljevini Ugarskoj (Slovaka, Rumunja...). Mađarski pokret koji je Kossuth predvodio zalagao se za Ugarsku koja bi se prostirala "od Jadrana do Karpata" i bila homogena, ne priznajući autonomni položaj Hrvatskoj koji je Hrvatska imala kroz stoljeća zajedničke države. To velikomađarsko nastojanje osobito se vidjelo u ugarskom novodonesenom zakonu po kojem se mađarski jezik obvezatno uči u svim školama; Kossuth je čak poricao hrvatsko ime i narodnost. Nakon propadanja revolucije u Mađarskoj 1849. godine, pobjegao je prvo u Osmansko Carstvo, a potom u Sjedinjene Američke Države.

## Zanimljivosti
Bio je slovačkog podrijetla.